# Okręg wyborczy Hinkler
Okręg wyborczy Hinkler (ang. Division of Hinkler) – jednomandatowy okręg wyborczy do Izby Reprezentantów Australii, położony w stanie Queensland, obejmujący jego północną część.
Pierwsze wybory odbyły się w nim w 1984 roku, a jego patronem jest pilot Bert Hinkler.
Od 2013 roku posłem z tego okręgu był Keith Pitt z Liberal National Party of Queensland.

## Lista posłów
Lista posłów z okręgu Hinkler:
| okres urzędowania | poseł          | przynależność                        |
| ----------------- | -------------- | ------------------------------------ |
| 1984–1987         | Bryan Conquest | Australijska Partia Pracy            |
| 1987–1993         | Brian Courtice | Narodowa Partia Australii            |
| 1993–2010         | Paul Neville   | Narodowa Partia Australii            |
| 2010–2013         | Paul Neville   | Liberal National Party of Queensland |
| od 2013           | Keith Pitt     | Liberal National Party of Queensland |